# Kichererbsenrost
Der Kichererbsenrost (Uromyces ciceris-arietini) ist eine Ständerpilzart aus der Ordnung der Rostpilze (Pucciniales). Der Pilz ist ein Endoparasit der Kichererbse (Ciceris arientinum). Symptome des Befalls durch die Art sind Rostflecken und Pusteln auf den Blattoberflächen der Wirtspflanzen. Sie ist in Eurasien, Mittelamerika und Afrika verbreitet.

## Merkmale

### Makroskopische Merkmale
Uromyces ciceris-arietini ist mit bloßem Auge nur anhand der auf der Oberfläche des Wirtes hervortretenden Sporenlager zu erkennen. Sie wachsen in Nestern, die als gelbliche bis braune Flecken und Pusteln auf den Blattoberflächen erscheinen.

### Mikroskopische Merkmale
Das Myzel von Uromyces ciceris-arietini wächst wie bei allen Puccinia-Arten interzellulär und bildet Saugfäden, die in das Speichergewebe des Wirtes wachsen. Die Spermogonien und Aecien der Art sind unbekannt. Die beidseitig auf den Wirtsblättern, an Stängeln und an Blattspindeln wachsenden Uredien des Pilzes sind zimtbraun. Ihre zimt- bis goldbraunen Uredosporen sind 23–27 × 18–22 µm groß, meist breitellipsoid und stachelwarzig. Die auf Blättern, Stängeln und Blattspindeln wachsenden Telien der Art sind schokoladenbraun, unbedeckt und pulverig. Die kastanienbraunen Teliosporen sind einzellig, in der Regel kugelig bis breit eiförmig, stachelwarzig und meist 20–25 × 18–20 µm groß. Ihre Stiele sind farblos.

## Verbreitung
Das bekannte Verbreitungsgebiet von Uromyces ciceris-arietini umfasst Mittelamerika, Europa und Indien.

## Ökologie
Die Wirtspflanze von Uromyces ciceris-arietini ist die Kichererbse (Cicer arietinum). Der Pilz ernährt sich von den im Speichergewebe der Pflanzen vorhandenen Nährstoffen, seine Sporenlager brechen später durch die Blattoberfläche und setzen Sporen frei. Die Art durchläuft einen wahrscheinlich makrozyklischen Entwicklungszyklus, von dem bisher nur Uredien und Telien sowie deren Wirt bekannt sind. Ob sie einen Wirtswechsel vollzieht, lässt sich daher nicht sagen.

## Bedeutung
Der Kichererbsenrost ist ein bedeutender Schädling im Kichererbsenanbau v. a. in Ländern wie  Mexiko, Italien und Australien. Die Bekämpfung erfolgt meist mit Fungiziden wie Propyconazol. Neuerdings werden auch resistente Sorten gesucht. Es wurde auch festgestellt, dass der Befall geringer ist, wenn die Aussaat im  Winter statt im Frühling erfolgt, da der Rost höhere Temperaturen bevorzugt.